# Kościół św. Anny i św. Marcina w Strykowie
Kościół św. Anny i św. Marcina – świątynia mariawicka w Strykowie, siedziba parafii św. Anny i św. Marcina w tym mieście, położonej w diecezji śląsko-łódzkiej Kościoła Starokatolickiego Mariawitów w RP.
Kościół św. Anny i św. Marcina znajduje się w Strykowie przy ulicy Warszawskiej 34, w powiecie zgierskim, w województwie łódzkim. Wybudowany został przez strykowskich mariawitów w 1907 w stylu neogotyckim.

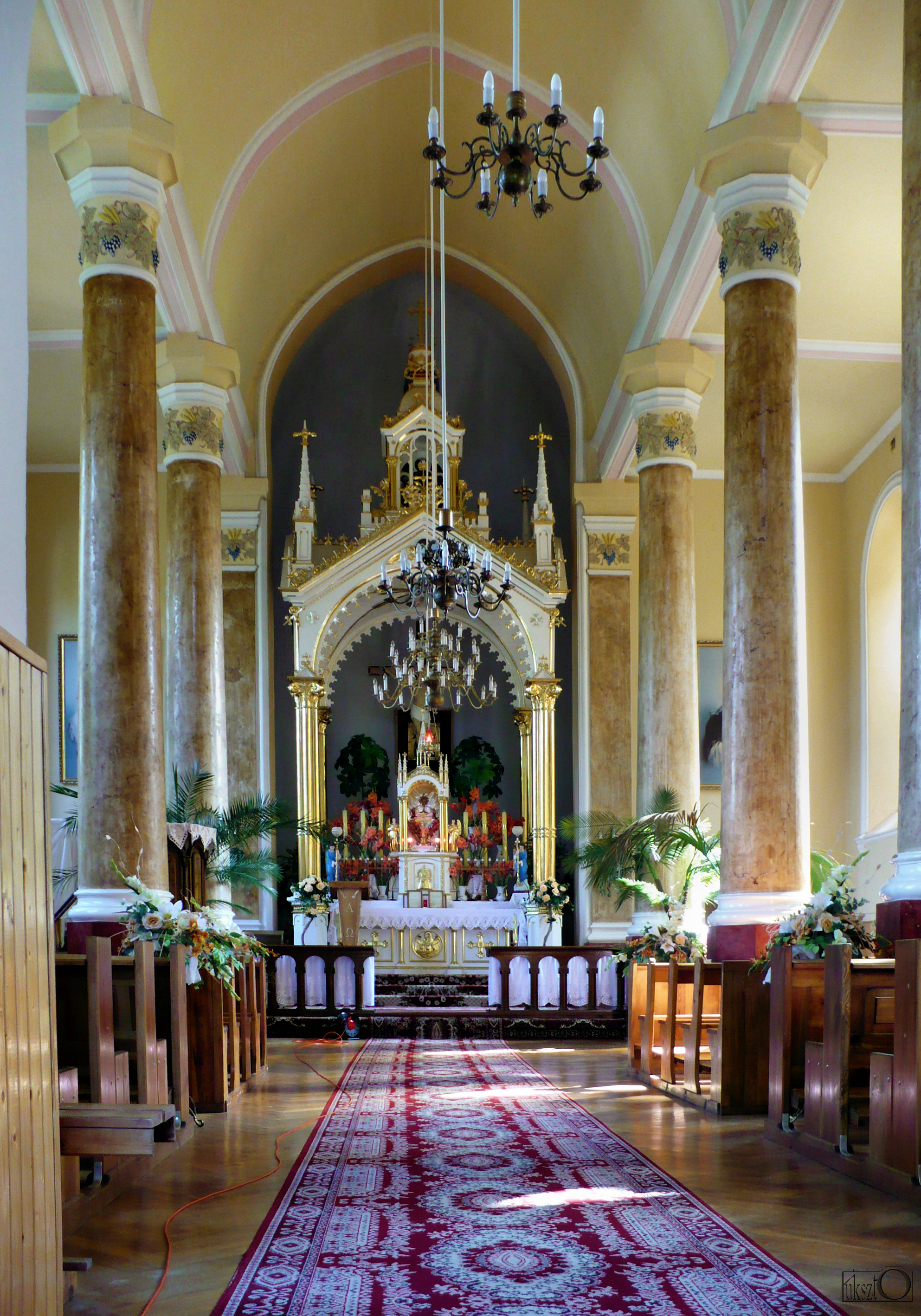
Wnętrze świątyni

Budowa mariawickiej świątyni parafialnej została rozpoczęta w maju i ukończona poświęceniem 10 listopada 1907. Kościół jest orientowany, wybudowany na rzucie regularnego prostokąta o wymiarach 33,5 Х 15,5 m, jest trójnawową bazyliką beztranseptową. Jej kształt łączy w sobie elementy zaczerpnięte ze sztuki romańskiej: podwójne okna o pełnych łukach, fryz arkadowy i gotyku: czerwone, nietynkowane mury, przypory, strzelistość wież. Projektantem kościoła był łódzki ewangelik pochodzący z Łotwy – Alwill Jankau.
Świątynia posiada czworoboczne prezbiterium, w którym znajduje się wielki ołtarz zbudowany w kształcie konfesji. Konfesja drewniana utrzymana w kolorze biało-złotym, zwieńczona tiarą – koroną Chrystusa Króla, na niej skrzyżowane dwa klucze, symbole ziemskiej i niebiańskiej władzy Jezusa Chrystusa oraz rzeźbą wyobrażająca pelikana karmiącego młode własną krwią. Środkową część zajmuje ołtarz ofiarny, a na nim centralnie usytuowane tabernakulum zwieńczone konfesją, pod którą wystawiony jest Przenajświętszy Sakrament. Konfesja wraz z prezbiterium ograniczona jest z trzech stron dębową balustradą. Ołtarz z konfesją pochodzi z 1910. Za ołtarzem znajduje się obraz Matki Bożej Nieustającej Pomocy. Na łuku tęczowym namalowany jest napis WSZYSTKA ZIEMIA NIECH CIĘ ADORUJE I BŁAGA. 
Nawa główna o stropie kolebkowym podtrzymywana jest przez osiem kolumn, po cztery z każdego boku. Nawy boczne o stropach płaskich. Kolumny kompozytowe wzorowane na kolumnach porządku jońskiego i korynckiego. Dwie ostatnie od strony wielkich drzwi, stanowią podporę chóru z 12-głosowymi organami, które pochodzą z  1985.
Ściany naw bocznych od strony konfesji ozdobione są po obu stronach dwoma wielkimi malowidłami (2,5m Х 1,5m), wykonanymi metodą a fresco i przedstawiającymi ołtarz wielki w Świątyni Miłosierdzia i Miłości w Płocku oraz katedrę mariawicką i fragmenty klasztoru. Malowidła pochodzą z 1933. 
Posadzka mozaikowa, ceramiczna pochodzi z 1910. W nawie głównej znajdują się dwa rzędy sosnowych ławek z 1997, poprzednie pochodziły z 1910.